# Ontvoering van Toos van der Valk

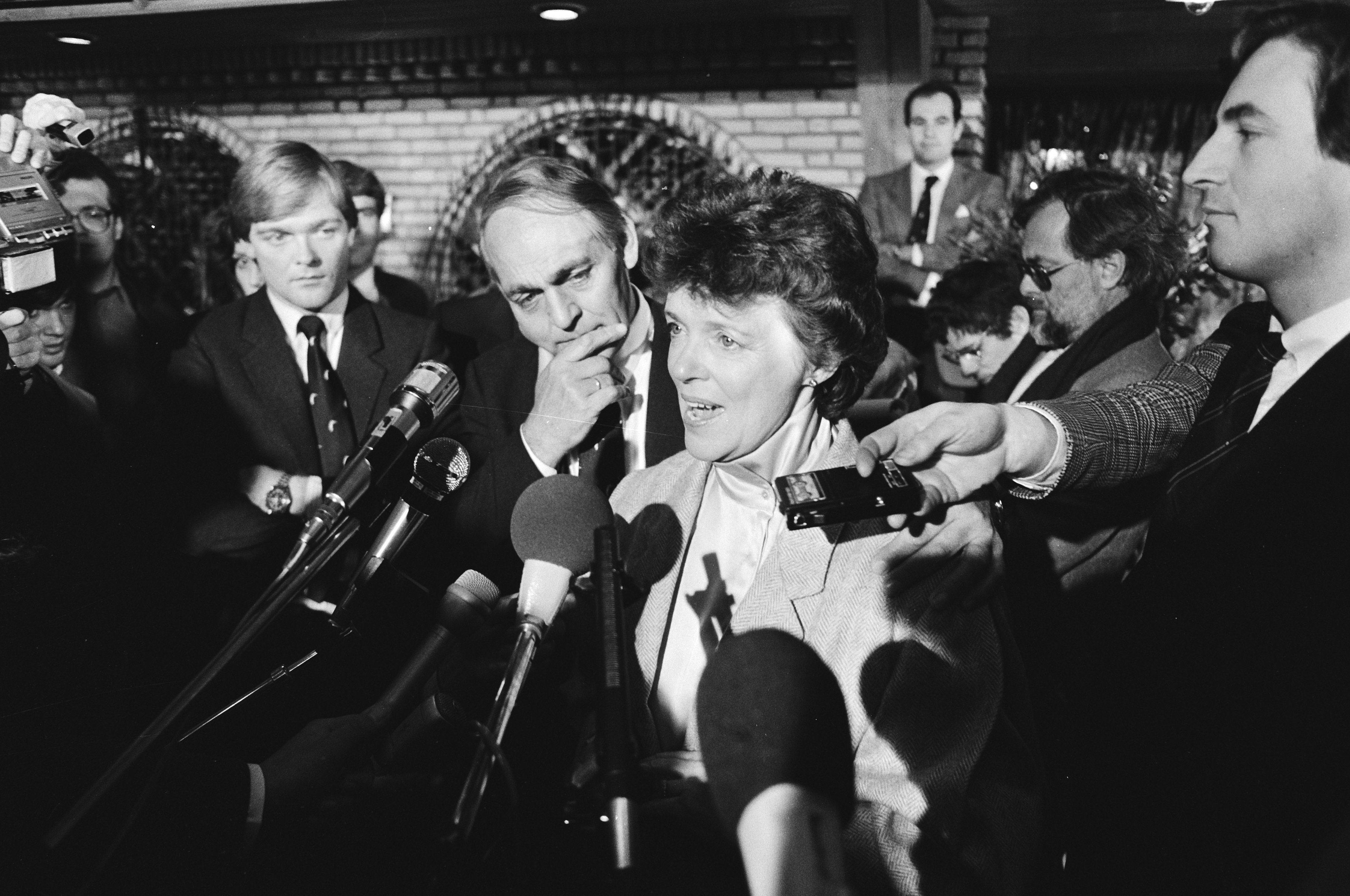
Toos van der Valk tijdens haar verklaring voor de pers op 18 december 1982

De ontvoering van Toos van der Valk, de vrouw van Gerrit van der Valk van het Nederlandse Van der Valk-concern, was een geruchtmakend misdrijf in 1982.
Op de late vrijdagavond 26 november 1982 werd ze uit haar woning in het Noord-Brabantse Nuland ontvoerd door drie Italiaanse mannen en in een appartement in Brussel vastgehouden. De criminelen waren op Gerrit van der Valk uit, maar omdat Toos zei dat hij niet thuis was, namen ze haar mee. Na betaling van 13 miljoen gulden losgeld werd ze op 17 december 1982 vrijgelaten.
Na de ontvoering uit Nuland werd Toos met een wollen muts over haar hoofd vervoerd naar Brussel. Omdat de muts soms ruimte liet om iets te zien, wist ze dat ze naar Brussel werd gebracht. In Brussel werd Toos met kettingen vastgebonden aan de verwarming en moest ze dag en nacht in een tentje liggen. Als ze naar het toilet wilde kreeg ze een kussensloop over haar hoofd. Ze probeerde alarm te slaan door in de badkamer een briefje door een ventilatierooster te duwen, maar hier kwamen haar ontvoerders achter. Door ook tijdens haar gevangenschap zoveel mogelijk details op te vangen uit haar omgeving en dankzij een gebakje met daaronder een papiertje met het adres van een lokale bakkerij, wist ze na haar ontvoering de politie terug te leiden naar de plaats waar ze gevangen was gehouden. Na een mislukte poging om het losgeld over te dragen, lukte het een tweede maal wel en kort hierna werd Toos uit een auto gezet in de buurt van Eindhoven. Ze belde aan bij een woning en de politie werd gewaarschuwd.
De latere 'bedrijvendokter' Joep van den Nieuwenhuyzen, schoonzoon van de familie Van der Valk, leidde namens de familie de onderhandelingen met de ontvoerders, maar na de mislukte eerste overdracht van het losgeld, werd hij hiervan afgehaald.
De drie Italiaanse criminelen Franco Cat-Berro (Catberro), Luigi Rumi en Vincenso Seicarro werden binnen een maand opgepakt. Zij waren lid van een bende Italiaanse bankrovers.